# مارك ميلر
مارك ميلر (بالإنجليزية: Mark Millar)‏ (و. 1969 – م) هو كاتب قصص مصورة، وكاتب سيناريو من المملكة المتحدة . ولد في Coatbridge .

## أعمال بارزة
من أهم أعماله Kick-Ass

## جوائز
حصل على جوائز منها:
- عضو رتبة الإمبراطورية البريطانية.

## روابط خارجية
- مارك ميلر على موقع IMDb (الإنجليزية)
- مارك ميلر على موقع بوكس أوفيس موجو (الإنجليزية)
- مارك ميلر على موقع إن إن دي بي (الإنجليزية)
- مارك ميلر على موقع قاعدة بيانات الفيلم (الإنجليزية)